# Liste der Kulturdenkmale in Geleitshäuser
In der Liste der Kulturdenkmale in Geleitshäuser sind die Kulturdenkmale des Döbelner Ortsteils Geleitshäuser verzeichnet, die bis Oktober 2022 vom Landesamt für Denkmalpflege Sachsen erfasst wurden (ohne archäologische Kulturdenkmale). Die Anmerkungen sind zu beachten.
Diese Aufzählung ist eine Teilmenge der Liste der Kulturdenkmale in Döbeln.

## Geleitshäuser
| Bild           | Bezeichnung | Lage                     | Datierung | Beschreibung | ID       |
| -------------- | --- | ------------------------ | --- | --- | -------- |
| Weitere Bilder | Wohnhaus, ehemaliges Gasthaus „Grauer Wolf“                                                                                  | Geleitshäuser 6 (Karte)  | Um 1800 | Straßenbildprägender Fachwerk-Gebäude, originaler Türstock mit Schlussstein, auf Grund des guten Originalzustandes baugeschichtlich von Bedeutung. Erdgeschoss massiv, Obergeschoss Fachwerk, Giebelseite verputzt und verbrettert, Stichbogenportal, Krüppelwalmdach. Die ursprüngliche Funktion des Hauses lässt sich ohne Archivstudien nicht ermitteln. Straßenlage und Zugang unmittelbar von der Straße aus sowie fehlende Stallungen lassen vermuten, dass es sich bei diesem Gebäude um einen ehemaligen Gasthof handeln könnte. Baukonstruktion und Dachneigung lassen eine Erbauungszeit in der 2. Hälfte des 18. Jahrhunderts (Dachstuhl eventuell älter) vermuten. | 09208889 |
| Weitere Bilder | Ehemaliges Erbbrauschänkengut Gasthof „Dreißig“ (Ausspanne), Wohnstallhaus sowie Hofbaum (Linde neben Wohnhaus und Gasthaus) | Geleitshäuser 11 (Karte) | Bezeichnet mit 1801 (Gasthof, im Kern vermutlich 18. Jahrhundert); bezeichnet mit 1830 (Bauernhaus eventuell älter); um 1650 (Linde) | Historisch bedeutsames Gut mit Ausspanne (eines der alten Geleitshäuser) von großer regionalgeschichtlicher, baugeschichtlicher und landschaftsprägender Bedeutung. Straßentraufseite über beide Geschosse aus Bruchsteinmauerwerk, verputzt, Giebelseite und Hoftraufseite Fachwerk, Haus um eine Fensterachse an der Traufseite erweitert, über altem Hausteil Walmdach, Anbau mit flachem Satteldach. Saal vermutlich nachträglich in Obergeschoss eingebaut, dabei Dachstuhl verändert (neue Hängekonstruktion, Deckenbalken gehoben), Obergeschoss Fenster mit Ziegelbogen (Segmentbogen), Dachstuhl ursprünglich Kehlbalkendach mit Hahnebalken, liegendem Stuhl sowie Firstsäule, Streben geblattet im Grundbuch als „Erbbrauschänkengut“ bezeichnet, Brandkataster-Nummer 18, vermutlich 1808 laut Grundbuch Verkauf an Johann Gabriel Wippler und dessen Ehefrau Johanna geborene Reinhardt (Kauf 3. Januar 1845) registriert im Kaufbuch 1825 Bl. 530, Kaufurkunde 1808 Bl. 179. „Eine besondere Rolle kam dem Ortsteil Geleitshäuser zu. ...Der Fuhrmann oder wer sonst noch mit Waren die Straßen benutzte, musste eine Straßenschutzgebühr bezahlen. Diesen Beitrag nannte man das Geleit. Es war eine Art Schutzgeld und gleichzeitig eine Gebühr für die Unterhaltung der Straßen. Das Geleit war ein Privileg des Landesfürsten, der es an Adlige oder Städte weiter vergab. Derjenige, der das Geleit einnahm, versprach dafür den Fuhrleuten sichere Fahrt. Anfangs war es so, dass bewaffnete Reiter die Fuhrwerke begleiteten, besonders in Kriegszeiten. Ab Ende des 14. Jahrhunderts wurde es immer mehr Brauch, dass dem Kaufmann gegen ein Entgelt durch einen Schutzbrief eine sichere Fahrt gewährleistet wurde. Später erhielt er lediglich eine Marke, in der Regel aus Blech oder Leder, selten aus Papier. Diese Marke musste an der nächsten Geleitsstelle vorgezeigt werden. Den Fuhrleuten war vorgeschrieben, welchen Weg sie zu ihrem Ziel zu benutzen hatten. Es gab einen Straßenzwang. ... die Stadt Döbeln (baute) außerhalb der altzellischen Gerichtsbarkeit an der Straße von Roßwein nach Lommatzsch in Prüfern ein Geleitshaus. Um das Geleitshaus entstanden im Laufe der Zeit mehrere Gaststätten. Von Lüttewitz in Richtung Dreißig auf der linken Seite war der ‚Goldene Löwe‘ und danach der ‚Graue Wolf‘ mit dem Geleitshaus, auf der rechten Seite am Fuße des Berges der Gasthof ‚Dreißig‘. Hier konnten die Fuhrleute ausspannen, ihre Tiere versorgen, die Mahlzeiten einnehmen und übernachten. Es standen auch Vorspannpferde zur Verfügung, um die schlechten Wege an den Bergen zu überwinden. Davon hat der Ortsteil Geleitshäuser seinen Namen. Die Geleitshäuser prägen das Bild der Fernverkehrsstraße Nossen – Lommatzsch.“ Noch heute beeindruckt die große Gutsanlage den Reisenden durch die Größe seiner Gebäude und den authentischen Zustand des alten Gasthofes „Dreißig“ sowie des vermutlich später erbauten Wohnstallhauses. Nicht zuletzt wird das Gebäudeensemble geprägt durch die ca. 350-jährige Linde vor dem Wohnstallhaus. Das älteste Gebäude der Hofanlage dürfte der Gasthof Dreißig sein, welcher laut Inschrift am Türportal vermutlich 1801 erbaut wurde. Der zweigeschossige, breit lagernde Bau mit heute 13 Fensterachsen im Obergeschoss prägt das Straßenbild. Sein Erdgeschoss besteht aus Bruchsteinen, das Obergeschoss wurde mit Ausnahme der massiven Straßenseite als Fachwerkkonstruktion aufgeführt. Abgeschlossen wird das Gebäude durch ein hohes Walmdach (der Dachstuhl wurde vor 2015 neu errichtet). Das Haus ist unterkellert mit einem kleinen tonnengewölbtem, aus Bruchsteinen gemauerten Keller. Bemerkenswert im Erdgeschoss sind ein stark gebustes Sterngewölbe und ein erhaltener ehemaliger Rauchabzug über dem Herd in der Küche sowie der noch gut erhaltene Gastraum. Das Obergeschoss umfasst neben einigen kleineren Zimmern einen großen, später eingebauten Saal mit Bühne, Ausschank und kleinem Erkerzimmer. Die Größe der Fenster sowie die Wölbung des Saales lassen vermuten, dass dieser im ausgehend 19. bzw. beginnenden 20. Jahrhundert eingebaut wurde. Laut mündlicher Auskunft wurde die Bühne 1899 eingebaut und das Gebäude 1930 um eine Fensterachse erweitert. Der an der Hoftraufseite befindliche Vorbau wurde 1970 erneuert. Wie bereits erwähnt, wurde der Dachstuhl vollständig erneuert, die Form des Daches entspricht jedoch dem ursprünglich vorhandenen Dach. Im rechten Winkel zum alten Gasthof steht das um wenige Jahre später erbaute Wohnstallhaus. Die Inschrift im ursprünglichen Türportal, welches an der abgewandten Traufseite eingebaut ist, sowie die Konstruktionsmerkmale des Hauses lassen es als wahrscheinlich erscheinen, dass das Gebäude um 1830 (laut Inschrift am Schlussstein) erbaut wurde, obwohl es im Sächsischen Meilenblatt aus dem Jahr 1821 in seiner heutigen Grundrissform bereits vorhanden gewesen war. An der Haustür im Hof befindet sich dagegen die Inschrift „1869“, die für Umbaumaßnahmen am Gebäude steht. Auch dieses Haus, wie um diese Zeit in der Lommatzscher Pflege üblich, wurde im Erdgeschoss aus Bruchsteinen gefügt und erhielt im Obergeschoss ein regelmäßiges zweiriegliges Fachwerk mit gezapften Streben. Dieses Gebäude wird durch ein Satteldach abgeschlossen, welches eindrucksvoll geprägt wird durch eine fast die ganze Dachfläche einnehmende Hechtgaube. Das Haus wurde in den letzten Jahren denkmalgerecht saniert, wobei sich die Notwendigkeit ergab, teilweise Fachwerk im Obergeschoss auszutauschen. Im Inneren des Hauses finden wir die in Sachsen typische Dreiteilung in Wohn-, Flur- und Stallbereich. Im Erdgeschoss blieben sehr qualitätvolle Fliesen aus dem 20. Jahrhundert erhalten. Im Stall finden sich noch Gurtbögen, welche ursprünglich das Stallgewölbe stützten. Im Obergeschoss blieb der ursprüngliche, in Sachsen übliche Kammergang mit größtenteils bauzeitlichen Türen erhalten. Die Trenn- und Zwischenwände bestehen aus Fachwerk und wurden nicht ausgetauscht. Neben Kammern befand sich im Obergeschoss auch die sogenannte Oberstube. Der Dachstuhl wurde mit Ausnahme des liegenden Stuhls und der Kehlbalken erneuert. Bauherr beider Gebäude war vermutlich die Familie Wippler, 1893 erwarb den Hof Oswald Zieger. Noch heute befindet sich der Hof im Besitz der Familie Zieger. Prägend für das Grundstück ist auch die ca. 350 Jahre (laut dendrochronologischer Untersuchung) alte Linde vor dem Wohnstallhaus. Die Existenz dieser Linde lässt den Rückschluss zu, dass zur Pflanzzeit dieser Linde eine benachbarte Bebauung vorhanden gewesen ist. Nicht unerwähnt bleiben darf das alte Brauhaus, welches leider 1985 abgebrochen wurde. Dieses Brauhaus dürfte das älteste Gebäude des Hofes gewesen sein. Der auf dem Grundstück aufgestellt Schlussstein weist die Inschrift „J.G.Wippler Anno 1801“ auf. Ob es sich dabei um die Bauzeit oder einen Umbau des Brauhauses handelt, lässt sich heute nicht mehr sagen. Wie einleitend beschrieben, wird der Ort Geleitshäuser heute noch durch die drei Geleitshäuser, den Gasthof Dreißig, den „Grauen Wolf“ und den „Goldenen Löwen“ geprägt, wobei der Gasthof Dreißig eindeutig das am besten erhaltene Geleitshaus ist. Durch die Größe der Hofanlage und seiner Gebäude prägt er maßgeblich das Ortsbild. Eine vergleichbare Siedlung mit drei Geleitshäusern dürfte in Sachsen kaum vorhanden sein. Die Funktion des Geleitshauses bzw. der Ausspanne und des späteren (auch heute noch betriebenen) Gasthofes begründet dessen große regionalgeschichtliche Bedeutung. Durch den gut erhaltenen Baubestand beider Gebäude ergibt sich weiterhin eine große baugeschichtliche Bedeutung. | 09305799 |

## Tabellenlegende
- Bild: Bild des Kulturdenkmals, ggf. zusätzlich mit einem Link zu weiteren Fotos des Kulturdenkmals im Medienarchiv Wikimedia Commons. Wenn man auf das Kamerasymbol klickt, können Fotos zu Kulturdenkmalen aus dieser Liste hochgeladen werden:
- Bezeichnung: Denkmalgeschützte Objekte und ggf. Bauwerksname des Kulturdenkmals
- Lage: Straßenname und Hausnummer oder Flurstücknummer des Kulturdenkmals. Die Grundsortierung der Liste erfolgt nach dieser Adresse. Der Link (Karte) führt zu verschiedenen Kartendiensten mit der Position des Kulturdenkmals. Fehlt dieser Link, wurden die Koordinaten noch nicht eingetragen. Sind diese bekannt, können sie über ein Tool mit einer Kartenansicht einfach nachgetragen werden. In dieser Kartenansicht sind Kulturdenkmale ohne Koordinaten mit einem roten bzw. orangen Marker dargestellt und können durch Verschieben auf die richtige Position in der Karte mit Koordinaten versehen werden. Kulturdenkmale ohne Bild sind an einem blauen bzw. roten Marker erkennbar.
- Datierung: Baubeginn, Fertigstellung, Datum der Erstnennung oder grobe zeitliche Einordnung entsprechend des Eintrags in der sächsischen Denkmaldatenbank
- Beschreibung: Kurzcharakteristik des Kulturdenkmals entsprechend des Eintrags in der sächsischen Denkmaldatenbank, ggf. ergänzt durch die dort nur selten veröffentlichten Erfassungstexte oder zusätzliche Informationen
- ID: Vom Landesamt für Denkmalpflege Sachsen vergebene, das Kulturdenkmal eindeutig identifizierende Objekt-Nummer. Der Link führt zum PDF-Denkmaldokument des Landesamtes für Denkmalpflege Sachsen. Bei ehemaligen Kulturdenkmalen können die Objektnummern unbekannt sein und deshalb fehlen bzw. die Links von aus der Datenbank entfernten Objektnummern ins Leere führen. Ein ggf. vorhandenes Icon  führt zu den Angaben des Kulturdenkmals bei Wikidata.